# Arisaema ternatipartitum
Arisaema ternatipartitum är en kallaväxtart som beskrevs av Tomitaro Makino. Arisaema ternatipartitum ingår i släktet Arisaema och familjen kallaväxter. Inga underarter finns listade.